# Instrukcja techniczna K-1 Podstawowa mapa kraju (1995)
Instrukcja techniczna K-1 Podstawowa mapa kraju – standard techniczny w geodezji w Polsce, obowiązujący na podstawie rozporządzenia Ministra Spraw Wewnętrznych i Administracji z dnia 24 marca 1999 (Dz.U. Nr 30, poz. 297), zbiór zasad dotyczących opracowania podstawowej mapy kraju w geodezji wprowadzony przez Głównego Geodetę Kraju 16 maja 1995 decyzją w sprawie stosowania instrukcji technicznej "K-1 Podstawowa mapa kraju". Jedynym wydaniem jest wydanie I, które weszło w życie 1 czerwca 1995 i zostało opracowane przez: Zdzisława Adamczewskiego, Krzysztofa Borysa, Waldemara Izdebskiego, Walentynę Korniluk, Edwarda Mecha, Jerzego Niewiadomskiego, Edwarda Oszmiańskiego, Wojciecha Wilkowskiego. Przepisy tej instrukcji obowiązują tylko przy aktualizacji istniejącej mapy zasadniczej, wykonanej według tych przepisów, do czasu jej modernizacji i przekształcenia do postaci numerycznej. W związku z wprowadzeniem ustawy o infrastrukturze informacji przestrzennej z 4 marca 2010 roku, standardy techniczne jako przepisy wykonawcze zachowały moc do 8 czerwca 2012 roku.
Według tej instrukcji mapa zasadnicza jest wielkoskalowym opracowaniem kartograficznym zawierającym aktualne informacje o przestrzennym rozmieszczeniu obiektów ogólnogeograficznych, a także elementach ewidencji gruntów i budynków, sieciach uzbrojenia terenu i służy do celów administracyjnych, prawnych, ewidencyjnych oraz projektowych a także stanowi podstawę systemu SIT. Mapa zasadnicza stanowi podstawowy element Państwowego Zasobu Geodezyjnego i Kartograficznego, podstawowy materiał kartograficzny oraz źródłowe opracowanie kartograficzne do sporządzania map pochodnych.
Instrukcja K-1 z 1995, oprócz pojęcia mapy zasadniczej, ustala m.in.:
- odwzorowanie, układ współrzędnych i podział na arkusze
- skale mapy i kryteria ich doboru oraz metrykę mapy
- wymagania w stosunku do systemów informatycznych
- treść, formę i prowadzenie mapy.

Instrukcja zawiera ponadto katalog obiektów i znaków umownych stosowanych przy zakładaniu i aktualizacji mapy zasadniczej.